# Newton-in-Furness
Newton – wieś w Anglii, w Kumbrii, w dystrykcie (unitary authority) Westmorland and Furness. Leży 86 km na południe od miasta Carlisle i 357 km na północny zachód od Londynu.